# Théo Ntamack
Théo Ntamack Muyenga (Francia, 29 de mayo de 2002), más conocido como Théo Ntamack, es un jugador profesional francés de rugby que se desempeña en la posición de número 8 en Stade Toulousain, equipo perteneciente a la liga Top 14.

## Carrera
Ntamack es un jugador de formación francesa (JIFF). En 2014 comenzó su carrera deportiva con el equipo Stade Toulousain, donde lleva jugando diez temporadas.